# Twisted Transistor
Twisted Transistor — пісня ню-метал- групи Korn і перший сингл з їх сьомого студійного альбому, See You On The Other Side.

## Успішність
Пісня стала третьою за успіхом у Billboard Hot 100, досягнувши 64-го рядка, і найкращим у чарті Mainstream Rock, посівши третє місце. Також сингл став однією з найбільш впізнаваних пісень. Пісня ознаменувала зміну в напрямку розвитку групи, яка обрала більш близький до поп музиці, стрибучий звук, вільний від більшості лютих криків вокаліста Джонатана Девіса , що характеризували попередні альбоми групи, а колотящого рифи колишнього гітариста групи Брайана Велча змінилися більш простими і потужними акордами і обтяжені приспівами, що легко запам'ятовуються .

## Відео
Відео на пісню було стилізовано в псевдодокументальному манері, де чотири репера зображували музикантів Korn : Ліл Джон як Джонатан Девіс , Xzibit як Філді , Девід Беннер як Девід Сільверія, і Snoop Dogg як Манкі . Справжні музиканти Korn з'являлися в кінці кліпу в ролі представників " Fony Music ", скаржачись як погано продається це музичне відео, тому що в ньому не вистачає " блінг — блінг (англійською сленгу — ювелірні прикраси) " і " booty shaking " (відсутність голих дівиць) . Девід Беннер під час інтерв'ю жартома зауважив, що " Промовці перед вами люди могли б стати новою групою "

## Можливі спільні проекти
Джонатан Девіс сказав, реперу Xzibit, що з'явився у кліпі «Twisted Transistor» в ролі Філді, так сподобалося зніматися в цьому кліпі, що він і Девіс думають про створення подібного псевдодокументального відео, з реперами зображують Korn в їх звичайний рутинний день. 17 грудня Джонатан сказав, що у нього в запасі багато ідей для фільму, і Xzibit з Снупп Доггом висувають масу зустрічних ідей.